# Nasir bin Murshid
Nasir bin Murshid (in arabo ناصر بن مرشد اليعربي‎?; ... – 14 aprile 1649), è stato imam dell'Oman dal 1624 al 1649.
Fu il fondatore della dinastia Āl Yaʿrib e membro della setta degli ibaditi. Prese il potere durante un periodo caotico in cui la precedente dinastia era crollata e l'interno del paese era senza legge, mentre i portoghesi detenevano i principali porti costieri. Con una serie di campagne stabilì la sua autorità sulle tribù dell'Oman ed espulse i portoghesi dalla maggior parte delle loro basi.

## Antefatti
All'inizio del XVII secolo la dinastia Nabhani, fino a quel momento dominante nell'Oman, si era indebolita ed finì per esercitare il controllo su solo metà del regno. L'interno dell'Oman era diviso in numerosi piccoli stati e regioni tribali. Le tribù ibadite originarie dello Yemen costituivano un tempo la grande maggioranza ma nel tempo le tribù sunnite Nizar erano diventate uguali in forza, in parte a causa dell'immigrazione.
Due fratelli Nabhani, Makhzoom e Nebhan bin Fellah bin Mohsin, erano in competizione per il potere su Yanqul. Intorno al 1615 Makhzoom morì e suo cugino Omair bin Himyar entrò nella mischia, sconfiggendo Nebhan bin Fellah a Yanqul nel 1617. Omair bin Himyar, l'ultimo della dinastia, morì intorno al 1624 e scoppiò una lotta per la successione. I candidati principali provenivano dalla Yaareba, una delle tribù più affermate e potenti. Malik bin Abul Arar al-Yaarebi controllava Rustaq e cercava di impadronirsi del potere. A Rustaq fu convocata un'assemblea di notabili per risolvere la questione e lo sceicco Nasir bin Murshid al-Yaarebi fu eletto imam all'unanimità.

## Lotte interne

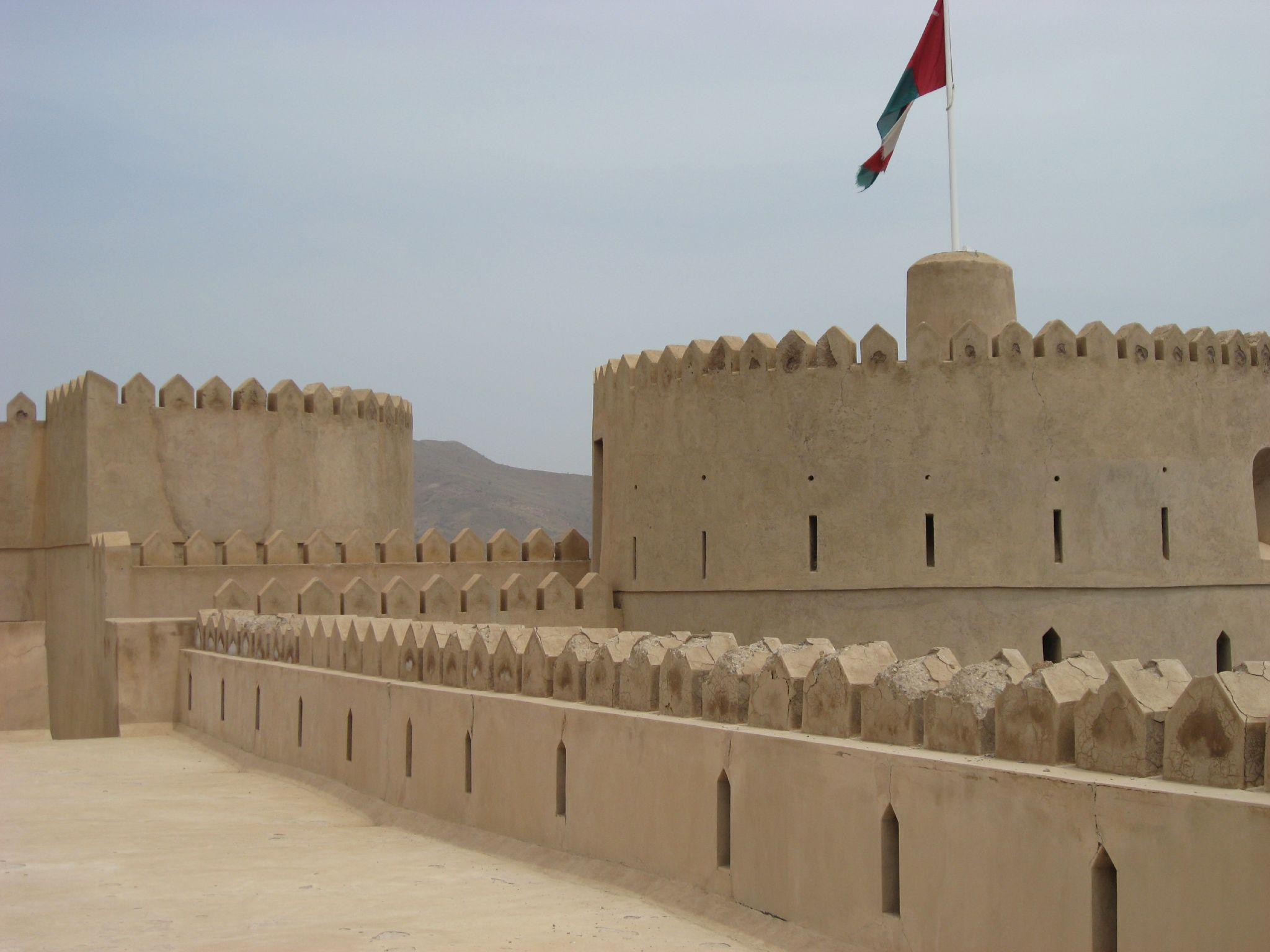
Forte Rustaq.

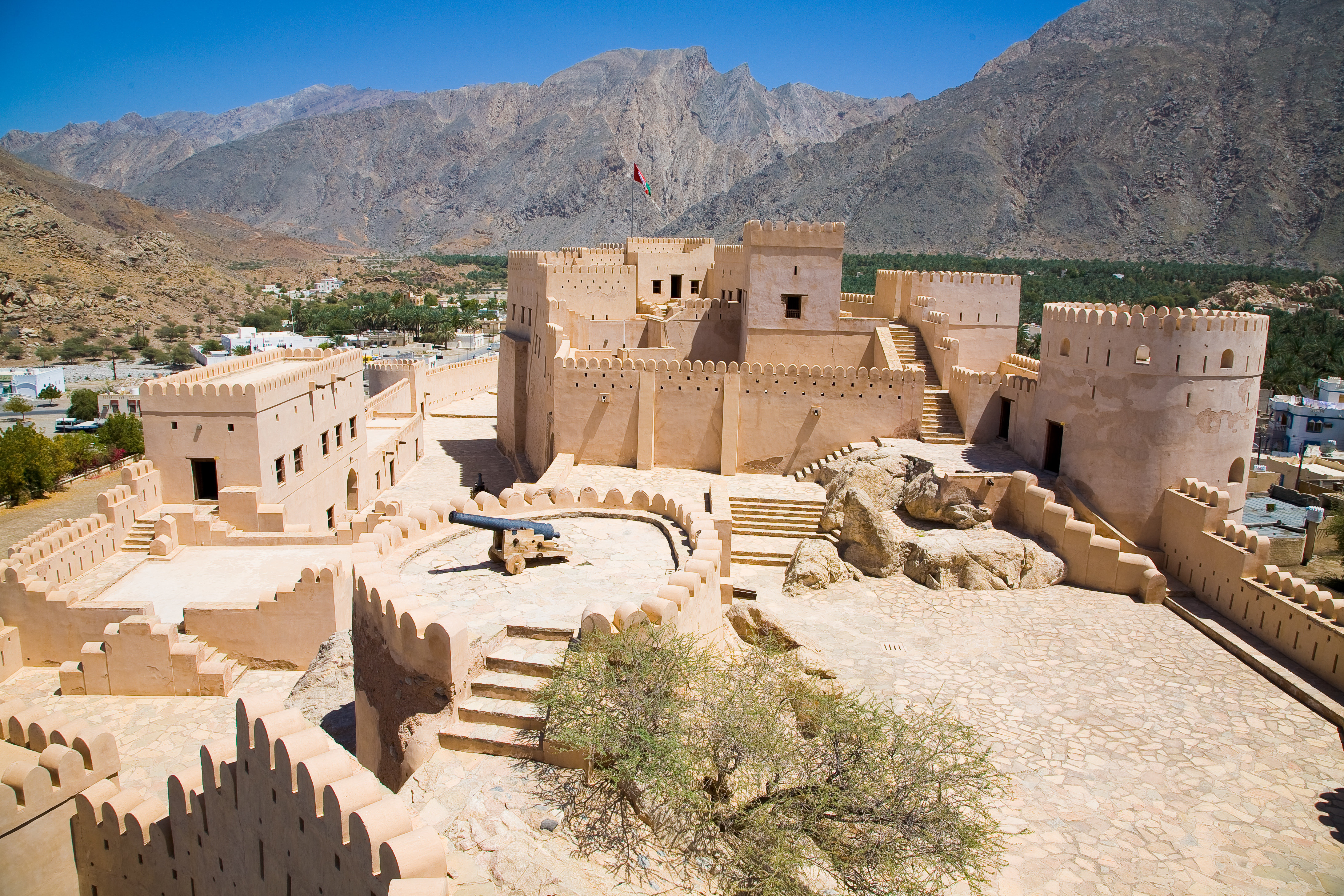
Forte Nakhal.

Il nuovo imam non fu universalmente accettato e affrontò una potenziale minaccia da parte delle tribù Nizar. Nasir bin Murshid iniziò immediatamente ad affermare il controllo sull'interno. Nasir bin Murshid costruì il suo esercito e conquistò le città principali, nonché i forti di Rustaq e Nakhal. Prese rapidamente il forte Rustaq, che era detenuto dai suoi cugini da quando suo nonno Malik bin Abul Arar era morto nel 1620. Nel 1625 Nasir raccolse una forza che condusse a Nakhal e la sottrasse dal suo prozio Sultan bin Abul Arar. Fu attaccato in questa posizione ma scoppiò e tornò a Rustaq e quindi prese Izki e Nizwa. Nasir trasferì quindi la capitale a Nizwa, l'antica capitale dell'immamato ibadita.
Nasir continuò la sua campagna con successo e alla fine, sentendosi abbastanza forte, attaccò le tribù Nizar che controllavano la regione di Al Dhahireh. La campagna si protrasse per diversi anni ma ebbe un successo militare nonostante le tribù Nizar rimanessero ostili. Nel 1630 Nasir affrontò una sfida da parte di un gruppo di tribù Nizar guidate dal Beni Hilal sotto lo sceicco Nasir bin Katan al-Helali. Le incursioni di Beni Hilal, allo scopo di prendere schiavi e bottini, divennero una minaccia che l'imam non fu in grado di reprimere. Alla fine dovette pagare un grande riscatto allo sceicco Nasir. Questo risolse il problema.

## Campagne contro i portoghesi
Nasir fu in grado di unificare le tribù con l'obiettivo comune di espellere i portoghesi che avevano preso il controllo delle città costiere di Sur, Qurayyat, Mascate e Sohar. Intorno al 1633 Nasir raccolse un grande esercito con il quale tentò senza successo di prendere Mascate. Nasir in seguito inviò un esercito contro Julfar (oggi Ras al-Khaimah). Questo porto era difeso da due forti, uno presidiato dai persiani e l'altro dai portoghesi. Entrambi i forti furono catturati e i persiani furono espulsi. Anche i portoghesi furono costretti a lasciare l'insediamento.
Nel 1633 Nasir inviò un esercito contro Sohar, anch'esso detenuto dai portoghesi, ma fu sconfitto. Fu concordata una tregua temporanea con i portoghesi ma Nasir sottrasse agli europei Sur e Qurayyat, che in quel momento erano gravemente indeboliti e demoralizzati. Nel 1643 prese il forte di Sohar. Nel 1646 firmò un accordo commerciale con il Regno di Gran Bretagna. Nel 1648 ripresero i combattimenti contro i portoghesi che ora detenevano solo Mascate. Nell'ottobre del 1648 fu concordato un trattato a vantaggio dell'Oman.
Nasir bin Murshid morì il 14 aprile 1649 e fu sepolto a Nizwa. Gli succedette suo cugino, Sultan bin Sayf, che presto avrebbe completamente cacciato i portoghesi dal paese.